# Партнери у злочину
Партнери у злочину је збирка кратких прича британске списатељице Агате Кристи коју је први пут објавила издавачка кућа "Dodd, Mead and Company" у САД 1929. године, а у Великој Британији издавачка кућа "William Collins, Sons" 16. септембра исте године. Америчко издање се продавало по цени од 2 долара, а издање у Великој Британији за седам шилинга и шест пенија. Све приче у збирци су раније објављиване у часописима и приказују њене детективе Томија и Пруденс "Мрвицу" Беренсфорд (у већини српских издања надимак госпође Беренсгорд преведен је као Мрвица или Тјупенс - енгл. Tuppence) Берсфорд који су се први пут појавили у роману Тајни непријатељи (1922).
Ова збирка детективских кратких прича има тему која повезује приче, такође, „скупину кратких детективских прича у оквиру детективског романа“.
Збирка је добро примљена при објављивању са „највеселијом збирком“, са љубазним пародијама, за једног рецензента који је био мање задивљен рекавши да су приче „довољно забавне“. Један је приметио да „тако што има два детектива који су обично наизменично успешни, она [Кристи] увек има фолију, мање тупу него 'драги мој Вотсон'. „Њена литерарна вештина је једнака задатку" пародија на пародије на стил познатих писаца детектива. Неки од аутора пародираних 1920-их су давно заборављени, али је у једној рецензији из 1990. коментарисано да „пародије нису довољно оштре да би ово било веома важно“ да би спречиле уживање у приче. Такође је наведено да радња једне приче, „Кућа у којој вреба смрт“, „предвиђа“ детективски роман који је 1930. објавила Дороти Сајерс.

## Увод у радњу
Стари пријатељ Бересфордових, господин Картер из владине обавештајне агенције, стиже са предлогом за пустоловни двојац. Они ће преузети 'Међународну детективску агенцију', недавно очишћено шпијунско упориште, и представљати се као власници како би пресрели све непријатељске поруке које долазе. У међувремену, Томи и Мрвица могу да преузму случајеве као ова детективска агенција што је прилика која одушевљава млади пар. Они запошљавају Алберта, младића такође уведеног у роману Тајни непријатељ као свог помоћника у агенцији.
Њих двоје се баве низом случајева – опонашајући сваки стил познатог измишљеног детектива тог периода међу којима су Шерлок Холмс и Кристин Херкул Поаро. На крају књиге, Мрвица открива да је трудна и да ће играти смањену улогу у шпијунском послу.

## Приче и њихове детективске пародије
- Вила у стану/Чајник − Увод у поставку Томија и Мрвице у Међународној детективској агенцији. Подсећа на Детектива Малколма Сејџа (1921) Херберта Џорџа Џенкинса.
- Случај ружичастог бисера – Овај први случај је у духу детектива др. Торндајка од Р. Остина Фримена.
- Пустоловине злокобног незнанца – прича о шпијунажи која следи стопама Валентина Вилијамса и браће детектива Френсиса и Дезмонда Оквуда. Мрвица је у причи назвала једну од Вилијамсових књига – Човек са клабфутом[12] (1918).
- Блеифрати краља/Господин одевен у новине – Ова прича из два дела је лаж о данас скоро заборављеној Изабел Острандер са поређењем са причом Траг у ваздуху (1917) и детективима Томијем Мекартијем (бивши полицајац) и Денисом Риорданом (ватрогасац).
- Случај нестале даме – Ова прича се односи на причу о Шерлоку Холмсу сер Артура Конана Дојла Нестанак леди Френсис Карфакс (1911).
- Вештина слепог човека – Поклапа се са причама Кинтона Х. Стага о слепом детективу Торнлију Колтону.
- Човек у магли – У стилу прича Г.К. Честерона Оца Брауна.
- Шушкавац – лаж о стилу заплета Едгара Валаса.
- Загонетка у Санингдејлу – Прича је у стилу Старца у углу (1909) баронице Орци (1909) са Мрвица у улози новинарке Поли Бартон и Томија који везује чворове на канапу у маниру Орчијевог лика Била Овена.
- Кућа у којој вреба смрт – Рекреира стил А. Е. В. Масона и његовог француског детектива инспектора Хана.
- Необориво покриће – по узору на Фримана Вилса Крофтса познатог по својим детективским причама усредсређеним на покрића и детектива Скотланд Јарда инспектора Џозефа Френча.
- Свештеникова ћерка/Црвена кућа – прича из два дела, ово је пародија на детектива Роџера Шерингема Ентонија Берклија са елементима радње који подсећају на Фарму љубичица Х. К. Бејлија (иако је последња објављена тек 1928).
- Посланикове чизме – У стилу Х. К. Бејлија са др. Реџиналдом Фортуном и надзорником Белом као пародираним детективима.
- Човек који је био број 16 – Ова прича пародира Кристин роман Велику четворку у којој се појављује Херкул Поаро.

## Радња

### Вилењак у стану
Пруденс („Мрвица“) Бересфорд, која је шест година срећно удата за Томија, досадио је живот. Она лакомислено расправља о томе које би узбудљиве ствари желела да јој се догоде. Њихов разговор прекида долазак господина Картера (погледајте роман Тајни непријатељ) који тражи да преузму Међународну детективску агенцију. Управник агенције Теодор Блант је у затвору. Картеров посебан захтев је да пазе на писма на плавој хартији послатој господину Бланту од наводног трговца шунком који жели да уђе у траг својој жени избеглици. Свако такво писмо имаће руски печат са исписаним бројем „16“. Он тражи да му се таква писма одмах пошаљу.

### Чајник
Томијево лажно име је господин Блант док је Мрвица његова поверљива тајница госпођица Робинсон. Портир из њиховог стана Алберт је њихов чиновник.
После недељу дана одбијања бракоразводних случајева, што Мрвица сматра неукусним, посећује их Лоренс Сент Винсент. Он је сестрић и наследник грофа од Черитона. Заљубио се у младу Џенет која ради у продавници шешира у Бруксовој улици. Она је нестала из радње и није виђена у свом стану. Свети Винсент жели да је пронађу. Бересфордови преузимају случај који Мрвица решава са лакоћом. Џенет је њена пријатељица из ратних болничарских дана која је радила у радњи у којој Мрвица купује. Она је замолила Џенет да помене "Блантове" и онда је нестала. СентВинсент би их замолио да преузму случај за шта добијају повољан публицитет, а када су нашли Џенет, срећа је натерала Сент Винсента на запроси Џенет.

### Случај ружичастог бисера
Томи слаже гомилу познатих детективских прича и мисли да би било добро да се њихове технике заснивају на стиловима њихових измишљених сарадника. Купио је добар фото-апарат за сликање отисака стопала и „све такве ствари“. Следећа странка је једна млада жена, госпођица Кингстон-Брус. Она живи у Вимблдону са родитељима, а синоћ је један њихов гост изгубио вредан ружичасти бисер. Блантове им је препоручио Лоренс Сент Винсент, који је био један од гостију.
Бересфордови путују у Вимблдон и упознају пуковника Кингстон-Бруса. Поносно им говори да леди Лора Бартон, ћерка покојног грофа од Керовеја, борави код њих заједно са америчким паром, господином и госпођом Бетс који су желели да упознају дотичну даму. Током бриџа после вечере, копча огрлице са бисерним привеском госпође Бетс је пукла. Она ју је одложила на мали сто и заборавила да је однесе горе. Следећег јутра, огрлица је још увек била ту, али сам бисер је нестао. Осим Кингстон-Брусових, Бетсових, леди Лоре и Сент Винсента, једини други гост био је господин Рени, који се удварао госпођици Кингстон-Брус. Њен отац га не воли јер је социјалиста. Нико није смео да напусти кућу откако је откривено да је бисер нестао, осим ћерке када је отишла по Блантове. Они претресају кућу у оквиру истраге.
Томи користи свој нови фото-апарат док Мрвица тактично испитује слуге. Начули су део разговора између госпође Кингстон-Брус и њене ћерке о томе да им неко крије кашичицу у муфу. Касније, Мрвица сазнаје од француске собарице леди Лоре Елисе, да је њена послодавка нека врста клептоманке и да су пет пута у прошлости ствари нестајале када је боравила у кућама пријатеља. Они претражују спаваћу собу и купатило леди Лоре и заглављују се на тренутак у последњој просторији јер Елис није могла да отвори врата. Томи слика у спаваћој соби уз Елисину помоћ, а затим тихо говори Мрвица да има замисао и да мора да изађе да је оствари. У међувремену, она не сме да пусти леди Лору из куће.
Томи се враћа са инспектором Мериотом из Скотланд Јарда. Враћају се право у купатило и пресецају сапун на пола. Унутра је бисер. Разлог због којег Елис није могла да отвори врата је тај што је имала сапун на рукама пошто је тамо сакрила бисер. На Томијевим сликама била је једна од собарица и она је држала једну од лупа остављајући отиске прстију. Скотланд Јард ју је препознао из своје евиденције као одбеглу злочинку и ухапсио је. Бити служавка даме осумњичене за клептоманију било је најбоље покриће које је могла да има.

### Авантура са злокобним странцем
Мрвица добија пакет са угравираном сребрном табакером који је купила за генерала Френсиса Хавиленда којег је возила у Првом светском рату. То је њен свадбени поклон њему. Томијеве омаловажавајуће опаске о генералу прекинуте су доласком поште и првог од очекиваних плавих руских писама. Њихово читање писма прекида долазак крупног човека са кривим стопалом који каже да је др. Чарлс Бауер из Хампстеда. Два пута у протеклој недељи био је позиван на хитни случај, али сваки пут је позив био превара. Када се вратио кући, пронашао је знакове да је његова радна соба пажљиво претресена док није био ту, вероватно због радова који се односе на његово проучавање алкалоида, али хартије држи на безбедном у тајној фиоци у свом столу. Сада је добио још један позив, овог пута због болесника у Борнмуту, али је приликом провере овог позива открио да је то још један мамац. Бауер стога очекује да ће вечерас бити извршена још један пререс његове радне собе и жели да Блант буде тамо када буде обављен трећи покушај.
Бауер одлази, а његово стопало подсећа Мрвица на браћу Оквуд. Томи одлучује да буде Дезмонд док је она Френсис. Њихов следећи посетилац је детектив инспектор Димчрч из Скотланд Јарда, Мериотов сарадник који разуме потребу да пази на плава писма и прати Бауера. Права сврха лекара је да одведе Берефордове из агенције те ноћи како би се могла претрести и извући најновије писмо. Томи и Димчрч праве још један план да се врате у агенцију те ноћи и ухвате агенте на делу. Они то раде, али то је замка, а Томи је везан. Димчрч је страни агент у пратњи неколико својих људи. Бауер је човек из његове банде. Он Томију прети мучењем да открије где се налази плаво писмо. Томи им говори да је код Мрвица и пише писмо позивајући је у агенцију, али потписује се као „Френсис” и показује им генералов свадбени поклон као доказ да је ово његово право име а не „Теодор Блант”. Мрвица стиже и упозорена лажним именом у белешци, довела је инспектора Мериота са собом и неколико наоружаних полицајаца. „Димчрч“ и његови саучесници су похапшени.

### Импасирање краља
Док је читала новине Дневни вођа, Мрвица је одлучила да жели да плеше. Невољни Томи покушава да јој скрене пажњу указујући јој на занимљиву чињеницу да тачке у пошти новина означавају различите дане када је новина настајала док његова супруга у личној рубрици примећује оглас који гласи: „Треба да бацим три херца. 12 трикова. Кец пик. Неопходно да се блефира краљу." Она закључује да се ово односи на Бал три уметности следеће вечери, "12 трикова" значи дванаест сати у поноћ, а "Кец пик" се односи на помало декадентно место у ноћним клубовима где се једе у Челсију где је савремено ићи после догађаја као што је Бал три уметности. Како ју је занимало „Блефирање краљу“ и осећајући да треба да усаврше своје детективске вештине, она одлучује да са Томијем изађе на бал у костиму да истраже. Они ће глумити детективе Томија Мекартија и Дениса Риордана.
У "Кецу пик", Бересфордови седе у сепареу и вире кроз врата гледајући у разне друге костимиране и маскиране посетиоце. У суседни сепаре убрзо долазе жена обучена као Краљица срца из Алсисе и мушкарац обучен у новине. Након неког времена чули су плач жене, затим смехом мушкарца и на крају су га видели како одлази. Након неколико минута, сумњичава Мрвица тера Томија да погледају у кабину и проналазе жену убодену у срце. Она је прошапутала "Бинго је то урадио" пре него што је умрла.

### Господин у белим новинама
Следећег дана, инспектор Мериот доводи сер Артура Меривела, мужа покојн леди Вер Меривел, у стан Бересфордових. "Бинго" Хејл је познат обојици и запањен је што је његов најбољи пријатељ могао да убије његову жену. Хејл је боравио са њима и тог јутра је ухапшен због убиства. Меривејл је збуњен шта је могла бити побута и љут је на предлог Мериота да су њих двоје били љубавници и да је Вер претио Хејл који је обраћао пажњу на богату Американку. Мрвица показује сер Артуру оглас из Дневног вође и начин на који су њих двоје међусобно комуницирали користећи овај уређај. Пре него што је умрла, Вер је откинула парче Бинговог костима, а полиција намерава да га упореди са једним баченим костимом.
Мериот се враћа код Бересфордових са сликама комада и дела костима из којег је дошао. Има последњу везу да осуди Хејла, али Мрвица осећа да је далеко од тога да је задовољна овим закључком случаја. Када је отишао, она примећује да се тачке на два дела не поклапају па позивају сер Артура назад и предочавају му доказе. Мрвица му говори да је и он био у Кецу пику обучен у скоро исти маскирани костим. Хејл говори да му је стављена порука у којој се тражи да не прилази Вер и он је послушао. Сер Артур је заузео његово место и убио рођену жену. Човек се насмејао на ово и Тупенс препознаје тај смех као онај који је чула из сепареа. Мериот је скривен у њиховом стану прислушкивао, али сер Артур Меривејл је скочио кроз прозор пре него што су га ухватили. Мериот им говори да није љубомора била побуда већ новац. Вер Меривејл је била богата, а да је напустила мужа он би био у беди.

### Случај нестале даме
Међународну детективску агенцију посећује Габријел Ставансон, чувени истраживач који се рано вратио са двогодишње експедиције на Северном полу. Томи и Мрвица су га задивили својим почетним приказом посматрачких и моћи закључивања (јер су раније тог дана прочитали о његовом повратку у Дневном огледалу) и он им поверава свој случај.
Ставансон објашњава да се пре него што је кренуо на експедицију верио за часну госпођу Хермиону Ли Гордон чији је први муж погинуо у Првом светском рату. Његова прва мисао по повратку била је да пожури у Лондон и види своју вереницу која је била код своје тетке леди Сузан Клонреј у улици Понт. Леди Сузан је била изненађена када га је видела и избегавала је да каже где јој је сестричина, рекавши да је била код пријатеља на северу земље. Ставансон и леди Сузан никада се нису добро слагали, делимично због његовог несклоности према дебелим женама попут ње, а делимично због његовог схватања да она не одобрава веридбу. Он тражи имена и адресе разних људи које је Хермион требало да посети и путује на север да их види. Нико није недавно био у додиру са његовом вереницом.
Леди Сузан је изгледа била искрено узнемирена када је сазнала ову вест, али је стигао телеграм док су она и Ставансон разговарали, потписан од Хермионе и упућен са Малдона у ком пише да она иде у Монте Карло. Ставансон је отпутовао у Малдон, али није могао да је пронађе што је подстакло његову посету Међународној детективској агенцији "Блант".
Преузимајући случај, Томи и Мрвица сами путују до Малдона и уцртају слично место где се налази нестала жена. Тада Мрвица схвата да постоје два Малдона – један у Сарију, а други у Сасексу. Они су отпутовали тамо и пронашли одвојени приватни старачки дом близу села. Истражујући овај траг, Мрвица се распитује у старачком дому и речено јој је да немају болеснице по имену госпођа Ли Гордон. Затим се Томи представља као новинар који жели да узме изјаву од др. Хористонома, али и њега одбијају. Затим су трагачи чули разговор који је сваког послао у другом правцу. Томи напушта Мрвица која чува стражу док он иде да обави неке телефонске позиве у селу. По повратку дели вест да др. Хористон има углед „најбескрупулознијег надрилекара“.
Када је пао мрак, њих двоје се враћају у кућу. Мрвица се пење мердевинама до прозора на другом спрату где је видела жену привезану за кревет која се одвијала од бола. Она препознаје жену као госпођу Ли Гордон. Док је Мрвица посматрала, једна медицинска сестра је ушла у собу и убризгала жени непознату твар. Мрвица обавештава Томија о томе шта је видела, а затим се поново пење уз мердевине, остављајући га да припази док она покушава да ослободи жену. Прошло је неколико тренутака и Томи се запрепастио руком на рамену, али је то била Мрвица која је отишла поред улазних врата куће. Она обавештава Томија да је случај решен. Хермион Ли Гордон је у старачком дому по избору за програм брзог мршављења. Једина ствар је што се Ставансон вратио раније, баш у време када је почела са третманима. Осећајући се глупо, млади детективи су брзо отишли, а Томи је рекао да не м потребе да праве запис о том случају јер није у стилу "Шерлок Холмс" нити има било каквих карактеристика.

### Ћораве баке
Томи прима телефонски позив од господина Картера који њега и Мрвица упозорава да су људи повезани са руским писмима на плавом папиру постали свесни да су они заузели Блантово место и да очекују развој догађаја у скорије време. Томи предлаже Мрвица да чека у безбедности њиховог дома, али она одбија. Томи предлаже вежбу праћења метода слепог детектива Торнлија Колтона. Носи пар црних сенила и (лоше) практикује своју свест о свом окружењу користећи своја друга чула. Томи одлучује да он и Мрвица оду на ручак у хотел "Блиц" како би он могао даље да вежба у околини ресторана.
У "Блицу" им се убрзо придружују двојица мушкараца који су посматрали пар и који говоре да им је Блант указан иако један од њих признаје да није знао да је Теодор Блант слеп. Били су у пословници и сазнали да су на ручку, а игром случаја су свратили у исти ресторан. Један човек се представља као војвода од Блергурија, а његов пријатељ је капетан Харкер. Војводина ћерка је отета "под помало чудним околностима", што значи да не може да позове полицију па жели да их Блант одмах отпрати до његове куће. Томи се слаже, али је прво попио шољицу кафе и дао Мрвица упутства за сутрашњи оброк у хотелу где ће вечерати са француским префектом полиције. Након тога, они одлазе са Томијем и војводом који узимају другачија кола од оних капетана Харкера и Мрвица.
То је била замка, а „војвода“ је повезан са руским писмима. Он удара пиштољем Томија и води га у скровиште где је везан за столицу док "војвода" ликује над њим. Он говори Томију да је под собе у којој се налазе метални и да је сада наелектрисан. Натераће Томија да хода по поду, иако је слеп. Ако стане на додирну тачку, умреће. Пружа му свој бели штап и одвезује га и "игра" почиње. Томи хладнокрвно вади цигарету и шибицу, али је предвидео замку и уместо тога пали магнезијумску жицу коју носи. Бљесак заслепљује "војводу" који спушта пиштољ и онда се нађе на врху Томијевог штапа, што је у ствари футрола за мач. Томи открива да је његово слепило лажно и да види све време. "Војвода" од је бесан искочио напред, стао на контактну тачку и умро на месту. Томи је побегао из куће и звао Мрвица из говорнице. Она је безбедна. Томијева „наруџбина“ у хотелу била је у ствари скуп шифрованих речи из прича Клинтона Х. Стага да Алберт тражи помоћ. Алберт је пратио Мрвица, а он и полиција су је ослободили од "капетана Харкера".

### Човек у магли
Томи и Мрвица су имали неуспех јер нису успели да реше последњи случај, случај украдене бисерне огрлице. Уместо тога, месни полицијски инспектор је привео кривца. Повукавши се да полижу ране уз коктеле у хотелу, они упознају старог познаника Мервина Есткорта познатог као „Булџер“ који је у друштву славне глумице Гилде Глен. Она је чувена по својој лепоти и прича се да је позната по недостатку интелигенције. Изгледа да је госпођица Глен збуњена Томијевом маском оца Брауна па он двосмислено потврђује своје детективске акредитиве. Балџерова упутства како да стигну до станице укључују шетњу Моргановим булеваром. Госпођица Глен је запрепашћена овим саветом, а Балџер се смеје њеном уверењу да дотични пут прогања дух убијеног полицајца, а ипак хода својим спектралним ритмом. Госпођица Глен журно одлази. Балџер им говори да је она верена за лорда Леконберија, који глумицу среће испред врата хотела. Балџер убрзо затим одлази и Томи добија поруку од госпођице Глен у којој тражи његову помоћ и да је позове у Белу кућу на Моргановом булевару у 18.10.
Отрцано обучен и агресиван младић упада у хотел. Седећи близу Томија и Мрвица, он им каже да се зове Џејмс Рајли и да је песник мирољуб заљубљен у Гилду. Некада се бринула за њега, али то више не чини после веридбе са лордом Леконберијем. Још увек љут, одлази исто тако изненада као што је стигао. Томи и Мрвица шетају до Моргановог булевара у густој магли. Мрвица је запрепашћена када се из магле у близини Беле куће појавио полицајац. Опорављајући се, он је угледао Рејлија како улази у кућу. Полицајац потврђује да је кућа дом госпође Хоникот и да је неколико минута раније видео некога ко личи на госпођицу Глен.
Спремајући се да уђу у кућу, чули су плач и Рајли истрчава, остављајући нешто што личи на црвену боју из његове руке на стубу капије. Њих двоје улазе у кућу и упознају Елен, собарицу која је огорчена због Рајлијеве посете. Затим упознају госпођу Хоникот. Погрешивши Томија за правог свештеника, она тражи његову помоћ са Гилдом која јој је сестра. Пре двадесетак година, са седамнаест година, удала се за човека противно жељама своје породице, а сада жели развод да би се удала за лорда Леконберија. Њен муж одбија да јој испуни ту жељу иако је брак био тако давно да госпођа Хоникот не може да се сети његовог имена. Она потврђује да је видела Рајлија да жури горе и исто тако силази. Томи тражи да му покажу на спрату где су пронашли Гилдино тело коме је глава на једној страни разбијена тупим предметом. Мрвица доводи полицајца споља. Испитивање открива да је госпођа Хоникот чула своју сестру како улази у кућу у осам и шест минута док је поново подешавала главни сат. Ово се слаже са временом када је сам полицајац видео глумицу како улази, непосредно пре него што су Томи и Мрвица прошетали Моргановим булавером.
Следећег дана, Рајли је ухапшен, а Томи и Мрвица се састају са његовим заступником, господином Марвелом. Рајли упорно тврди да је жена била мртва када је ушао у њену собу. То би значило да су је убили или Елен или госпођа Хоникот. Томи одједном схвата да нико у кући није видео Гилду како улази, само су чули отварање врата. Пре тога две жене које су већ биле у кући биле су у кухињи одакле нису могле ни да виде ни да чују да неко улази са кључем. Само зато што су чули лупање врата, то ништа не доказује. Могао је исто тако лако неко да изађе из куће као полицајац ког су видели на капији и који носи пендрек који може да послужи као хладно оруђе потребно за извршење дела, поготово што је полицајац био Гилдин први муж.

### Шушкало
Детективска агенција "Блант" ради добро. Томи сматра да им је можда потребна већа канцеларија, делимично да би се сместио простор на полицама потребан за складиштење класичних књига Едгара Валаса ако желе да копирају његове методе откривања. Инспектор Мериот позива двоје трагача јер има задатак за њих: Велики број добро кривотворених новчаница од једне фунте је у оптицају и он жели да пронађу извор. Чини се да је Западни крај почетна тачка у Енглеској, а неки су дошли са друге стране Ламанша. Полицију посебно занимају радње мајора Лејдла који се бави коњским тркама. Чини се да он и његова жена Францускиња имају много новца. Иако би то могла бити случајност, велики број новчаница је дошао из коцкарског клуба који користе Лејдлови и ово би, заједно са трком, могао бити прави начин за убацивање кривотворина. Још један пријатељ Лејдлових је Лоренс Сент Винсент (из приче "Чајник"), а Мериот мисли да би могао да уведе Бересфордове.
Томи и Мрвица планирају да ухвате главу кривотвораца илити "Шушкавца" како га Томи зове, названу по звуку који испушта шушкање новчаница. Њих двоје су убрзо смештени у Лејдлов круг пријатеља. Као и сами Лејдлоови, отац госпође Лејдло, Француз Херолед, је предмет сумње. Они посматрају како Лејдлоовии додају белешке да би ставили опкладе. Међу сваким снопом белешки има понека кривотворина. Маргарит Лејдло је упечатљива жена и има низ обожавалаца. Међу њима је и богати Американац Хенк Рајдер који је у посети Томију рекао да се боји њеног мужа. Рајдер такође примећује кривотворене новчанице пошто их је његова банка одбила.
Следеће ноћи Томи је у коцкарском клубу, госпођа Лејдлоу му даје мале новчанице да их замени за неке од више апоена. Међу њима је и неколико кривотворина. Његове сумње су усмерене на господине Хероледа, али његова пажња је привучена када је изашао из клуба и нашао Хенка Рајдера пијаног на улици. У свом нејасном лутању он говори Томију како га је госпођа Лејдло повела у потрагу за благом и да је током посете Белој капели „пронашла” петсто фунти. Томи води Рајдера у крај и кућу коју су раније посетили. Како редови терасастих станова изгледају исто, Томи кредом ставља мали крст на дну задњих врата пре него што су ушли. Рајдер се учинило да је чуо како неко долази и вратио се да истражи. Томи је кренуо даље у кућу и пронашао багру кривотвораца и самог "Шушкавца" - Хенка Рајдера.
Рајдер хвата Томија и говори му да је крстом обележио свака врата. Рајдерово задовољство је прекинуто када су Мериот и полиција упали у собу и похапсили багру. Томи говори Рајдеру да је, док је кредом обележавао врата, испразнио флашицу одољена на земљу, привлачећи тако мирисом комшијске мачке. Ово је био његов унапред договорени знак Алберту који их је по његовом наређењу пратио до Беле капеле.

### Мистерија у Санингдејлу
Томи води Мрвица на ручак у "ДГХ" где одлучује да опонаша укус и навике „Старца у углу“ са Мрвица у улози Поли Бартон. Да би испитао своје способности у вези твог детектива, донео је исечак из новина о недавном случају познатом као Загонетка у Санингдејлу.
Капетан Ентони Сесил и господин Холаби, пословни ортаци и чланови голф клуба "Санингдејл", играли су целу партију голфа на терену у среду, а затим су одлучили да одиграју још неколико рупа пре него што падне мрак. Док су се приближавали заставици на седмој рупи, Холаби је видео Сесила како разговара са непознатом женом у смеђем капуту. Отишли су разговарајући низ споредну стазу, а након тренутка Сесил се поново појавио. Нешто га је узнемирило јер се његова игра распала и две рупе касније Сесил је одустао и отишао сам, вероватно у свој бунгалов. Постојању жене у смеђем, Сесиловом привременом одласку са њом и његовој лошој игри су сведочила још два члана који су били иза њих на стази.
Следећег јутра, Сесил је пронађен мртав код седме заставице убоден иглом за шешир у срце. Полиција је пронашла форензичке доказе о човеку који су их навели да уђу у траг младој Дорис Еванс. Она је ухапшена и испричала је причу о сусрету са Сесилом у биоскопу. Позвао ју је у свој бунгалов на дан када ће, како је касније сазнала, његова жена и слуге бити одсутни. Тог дана, човек се састао са њом када је стигао кући са терена за голф. Чудно се понашао, а онда ју је, предлажући шетњу, одвео на терен за голф. Код седме заставице изненада је постао поремећен, узео револвер и почео да дивља предлажући пакт о самоубиству. Дорис је побегла од њега. Испоставило се да је Сесилов и Холабијев посао осигурања под ликвидацијом јер су проневерена нека средства.
Преко стола Мрвица одбацује да Дорис није убила човека јер врло мало жена данас користи игле за шешир. То указује да је човек који мало зна о моди извршио кривично дело и покушао да подвали жени. Томи се убрзо сетио да је у близини седме рупе на стази мала колиба па њих двоје разговарају о могућности да је жена у смеђем могла бити прерушени мушкарац. То их наводи да се запитају ко је тај човек. У вези са Мрвицином теоријом да проневеру из друштва није урадио Сесил већ Холаби и његов син, они нагађају да се у жену прерушио Холаби млађи. Они реконструишу злочин: прерушени Холабијев син намамио је Сесила да оде са стазе пред другим играчима, убоо га иглом за шешир, сакри тело у колиби и преобукао се у покојников капут. Два сведока на стази из даљине видела су погоршање његове игре, а "Сесил" је онда отишао у бунгалов да се нађе са Дорис Еванс по договору па је учинио низ поступака који су довели до хапшења жене.
Бересфордови се питају како да убеде полицију у веродостојност своје теорије. Инспектор Мериот је седео за суседним столом и пажљиво их слушао. Био је сумњичав према Холабијевима и обећао је да ће покренути истрагу.

### Кућа притајене смрти
Бересфордове професионално посећује елегантно обучена млада Лоис Харгривс из "Турнли Гренџа", своје куће на селу. Недељу дана раније, њено домаћинство је анонимно примило бомбоњеру путем поште. Пошто није волела чоколаду, није јела ниједну па се једина после тога није разболела. Узрок је било тровање арсеном и ово је трећа појава у области таквог поклона и његових последица. Оно што узнемирава госпођицу Харгривс је то што је хартија у коју су биле умотане чоколаде поново употребљена са претходне пошиљке послате у "Гренџ" о чему сведочи мали цртеж од три испреплетене рибе које је она нацртала на њему. Тровач је, дакле, неко у њеном дому.
Госпођица Харгривс је богата наследница. Своје богатство је наследила од своје тетке, богате удовице леди Редклиф. Леди Редклиф је позвала Лоис да живи са њом и увек јој је јасно давала до знања да намерава да остави највећи део свог имања Денису Редклифу, свом братанцу. Након свађе са младићем, она је тајно променила своју опоруку у корист Лоис. Три недеље раније, када је напунила 21 годину, Лоис је направила опоруку оставивши свој новац Денису. Он живи у "Гренџу" са њом као и госпођица Логан, стара дама и Денисова сестра од тетке и бивша дружбеница леди Редклиф. Мери Чилкот, стара Лоисина школска другарица, такође живи у "Гренџу". Слуге су куварица, собарица, собарица Естер и старија собарица Хана.
Следећег дана, Томи и Мрвица планирају да отпутују у "Гренџ", али пре него што су отишли, прочитали су вест да је Лоис мртва, убијена отровом који је такође повредио Дениса и госпођицу Логан. Извор је паста од смокава у сендвичима који су јели њих троје, али не и Мери Чилкот, која није погођена. Томи и Мрвица су упознали др. Бартона који брине о болесницима и који им говори да је Денис умро рано тог јутра. Лекар још није открио отров, али није био арсен. Сазнали су да је Денис био напољу када су се сендвичи јели уз чај. Мрвица открива да га је једна од собарица видела да пије коктел и узима чашу пре него што ју је операо.
Док су разговарали са свима у кући, Томи и Мрвица упознали су Хану која цитира мрачне редове из Светог писма, доносећи ватру и сумпор на све које занима. Она има стару књигу о отровима и лековима од Едварда Логана, оца госпођице Логан, пионира мелемног лечења. То потврђују од болесне старице. Мрвица примећује да има масу малих убода од игле на руци.
Томи и Мрвица су позвали др. Бартона и сазнали да је отров рицин и из уноса из књиге Едварда Логана закључују да је госпођица Логан убица. Убоди игле на њеној руци су од инекција малих количина отрова који је себи давала да би подигла отпорност. Као најближи Денисов род, она би наследила прво Лоис, а потом и Дениса кад умру. Такорећи луда Хана чула је ову оптужбу, а затим упала у собу госпођице Логан, напала је и изазивала притом пожар. Томи је угасио ватру, али потрес овог догађаја узроковао је да госпођица Логан умре. Др. Бартон је потврдио да је чаша за коктел садржала трагове рицина.

### Необориви алиби
Последња странка Томија и Мрвица је љубазни, богати, али помало чудни младић сер Монтгомери Џоунс. Он је упознао Аустралијанку Уну Дрејк у коју се заљубио до ушију. Говорећи о њиховој међусобној љубави према детективским причама, она се опкладила са њим да он не може да сруши покриће које је сама себи направила. Она се пристала да, ако победи, може да тражи од ње шта год жели, а његова намера је да је запроси. Знајући добро да није познат по својој памети, Монтгомери Џоунс тражи од Бересфордових да преузму задатак уместо њега.
Покриће је да је претходног уторка госпођица Дрејк вечерала у ресторану у Соху, одгедала представу на Западном крају, а затим вечерала са господином ле Маршаном у хотелу "Савој". Истовремено је преноћила у хотелу "Двор" у Торквеју и следећег јутра се вратила у Лондон. Наоружани сликом госпођице Дрејк и познавањем метода инспектора Френча, Томи и Мрвица разговарају са господином ле Маршаном који потврђује да је био са младом дамом дотичне вечери. Он наводи да је госпођица Дрејк дала искосну опаску о томе да је била у Девонширу у исто време, што он сматра чудним пошто је његов пријатељ био у хотелу "Двор" и заиста је мислио да ју је тамо видео. Њих двоје истражују ресторан у Соху (где позитивно препознавање младе жене не успева). Затим путују у Торквеј где проналазе мноштво доказа да је госпођица Дрејк била у хотелу током целе ноћи и да је путовала у одмаралиште када је била у Лондону. По повратку у Лондон, коначно испитују неке људе који су Уну видели у "Савоју" као и њену цимерку и чуварику, а обе сведоче да је провела ноћ у свом кревету.
Радећи цело вече на решавању проблема, Бересфордови признају да су збуњени. Спавајући на проблему, следећег јутра Мрвица се буди у бљеску надахнута и креће да испита своју замисао. Касније тог дана враћа се у њихову агенцију са решењем – Уна има сестру близнакињу која је, потврдио је телеграм у Аустралије, стигла у Енглеску дан пре дотичних догађаја. Сестре које воле забаву мислиле су да би био штос и забавна шала на рачун Монтгомерија Џоунса.

### Свештеничка ћерка
Пред Божић је млада Моника Дин назвала агенцију "Блант". Она и њена сиромашна мајка инвалид која је удовица наследиле су кућу од добростојеће очеве сестре. Очекивали су да ће наследити нешто новца који ће ићи уз кућу, али на њихово изненађење није било много тога. Кућу нису хтели да продају јер им је пружала доста простора у односу на њихов мали стан. Планирали су да изнајмљују део куће како би допунили свој приход. Све је ишло добро неко време док нису почеле да се дешавају чудне појаве са сликама које су падале са зидова и разбијаним посуђем када нико није био у просторији — полтергејст, који је уплашио њихове госте и уништавао им приход. Др. О’Нил из Друштва за психолошка истраживања их је посетио и понудио да од њих купи кућу како би наставио своје истраге. Моника је, међутим, сигурна да је он млађи мушкарац (сада прерушен) који им је претходно дао понуду за кућу. Једини други станар у кући је Крокет, старија собарица Моникине тетке која има младог сестрића на ког је веома поносна.

### Црвена кућа
Томи и Мрвица путују у "Црвену кућу" и започињу истрагу, гајећи сумње да је старица сакрила новац у објекту који би представљао нестанак остатка њеног богатства. Томи одлази у посету месној банци и од управника сазнаје да је тетка подигла сав свој новац пре него што је умрла. представљајући се као могући купци, они истражују кућу и Моника им даје хартије своје тетке. Пре него што су стигли даље да истраже, чули су тресак и пронашли крчаг и умиваоник поломљене у соби изнад. Брзо су разговарали са Крокет и приметили да је остала без даха. Напомињу јој да намеравају да купе кућу. Моника убрзо затим добија поруку од "Др. О’Нила" да је он повећао понуду.
Томи и Мрвица прегледају хартије и схватају да је у једној од њих анаграм. Они то решавају и решење је "кромпир". Још један од радова, на тему рецепата, односи се на трик закопавања младог кромпира у плех да би остао свеж за зиму. Они схватају да је то њихов траг па испитују вртлара да виде да ли је старица икада користила ову технику и сазнају да јесте. Копају на лицу места и проналазе неколико конзерви кромпира и у једној од конзерви кесу у којој се налази двеста фунти у златницима, двадесет хиљада фунти у новчаницама и низ скупоцених бисера. Моника Дин и њена мајка ће имати своје богатство, а Динови и Бересфордови ће прославити Божић.

### Амбасадорове чизме
Агенцију "Блант" посећује Рендолф Вилмот, амбасадор Сједињених Држава у Великој Британији. Вратио се са путовања у своју домовину пре недељу дана. Убрзо по повратку, собар га је обавестио да је његову торбу на којој су била почетна слова његовог имена и презимна грешком узео други путник на броду са истим почетним словима имена и презимена – сенатор Ралф Вестерхам, такође из САД – али га је брзо вратио собар тог човека. Загонетка је у томе што је господин Вилмот јуче срео господина Вестерхама, а сенатор је порицао грешку, наводећи да није имао такав предмет у свом пртљагу током путовања преко Атлантског мора. Господин Вилмот зна да је ствар безначајна, али његова радозналост је подстакнута и жели да агенција истражи.
На позив господина Вилмота, Бересфордови посећују америчко посланство и разговарају са Ричардсом, његовим собаром, који потврђује основе приче коју је испричао амбасадор. Непосредно пре него што је други собар донео торбу, почео је да је распрема и угледао њен садржај. У њему су биле чизме тоалетне ствари и конзерва соли за купање. Томи се запитао да ли је амбасадорова торба могла бити украдена на путовању, а Ричардс се присетио догађаја када је младој Ајлин О’Хари позлило баш испред амбасадорове кабине, а он је морао да доведе по лекара за њу па ју је оставио у кабини саму. Када се вратио са лекаром, болесница је изгледала добро.
Томи одлучује да је њихова следећа акција да навуку госпођицу О’Хару да изађе, иако ризикују да постане опрезна ако је била умешана у петљање са торбу и прибором. Два дана касније, Алберт доводи у Томијеву пословницу госпођицу Сесили Марч која се јавља на оглас, али пре него што је она стигла да исприча оно што зна, прекинуо их је крупни, мрачни мушкарац шпанског изгледа који их је узео на нишан. Пратио је госпођицу Марч, препознавши је као путницу са брода и сумња да ће се она умешати у његове планове. Пре него што је стигао да изврши било коју од својих претњи, Алберт му је пришао и разоружао га. Томи га је избацио и одлучио да не укључује полицију.
Сама са Томијем, госпођица Марч прича причу о томе да је такође видела догађај са госпођицом О’Харом на броду. Наводно болесна жена, када је мислила да је сама и незапажена, ушла је у кабину господина Вилмота и ставила нешто у облогу чизме кроз прорез који је исекла. Забринута шта је урадила са чизмом, госпођица Марч је касније ушла у празну кабину и извукла предмет из облоге. Био је то папирић са стиховима из Библије, али тек јуче, случајно, папир се овлажио и открио тајну поруку која личи на нацрте луке. Лист је сада код ње на послу – у козметичком салону у Бондовој где је она америчка агенткиња на тајном задатку. Томи оставља поруку Мрвица, а он и госпођица Марч одлазе у њен козметички салон.
Спремајући се да узме такси, Томи примећује да је такси управо одбио путника даље низ улицу и сумњајући да их посматрају наваљује да оду до Бондове. Када су стигли, прошли су кроз предњи део салона поред муштерије и два мушкарца који чекају и отишли у задњи део где је Томи одмах заробљен. Спашавање је, међутим, било скоро у истом тренутку пошто је жена испред радње била Мрвица, а двојица мушкараца полицајци упозорени Томијевом белешком. Томи је приметио израз разочарања на лицу госпођице Марч када је њихов нападач на агенцију савладан и схватио да је у непријатељском логору. Такође је схватио да амбасадорова торба није била важна. Тачније, друга торба је била у поседу амбасадора сат или два како би прошла царину преко дипломатског имунитета. Томи је одложио њихов долазак у салон како би Мрвица и полицији дао времена да први стигну тамо. Претресли су просторије и пронашли конзерве соли за купање које садрже кокаин.

### Човек број 16
Господин Картер честита Бересфордима на успеху у агенцији, али их упозорава да је Москва постала сумњичава због тога што се нису чули са својим агентима и да су послали човека да то истражи. Агент им је познат јер им је у прошлости правио проблеме, али је мајстор маскирања и лингвистике. Он је такође творац шифре "Бр. 16" и очекују да се појави код Блантових - иако никада није срео правог Теодора Бланта и не зна да је Томи заузео његово место. Бересфордови добијају друге познате шифре на које треба да пазе и од њих се тражи да сарађују колико год могу са "Бр. 16" како би помогли Картеру да дође до њега.
Њих двоје се враћају у агенцију где откривају да је превише листова откинуто из календара тако да сада приказује датум као недеља, шеснаести, што је за шест дана. Алберт им говори да је то могао да уради само странка која их је тог јутра чекала неко време – болничарка.
После кратког времена, појављује се још једна странка – леп човек са брадом који се зове краљевић Владировски и који почиње да користи шифре које им је саопштио господин Картер. Након што су испитани, Бересфордови му говоре да је издаја у току. „Бр. 16“ претпоставља да је Мрвица агент познат као „Мариз“ и предлаже јој да руча са њим у хотелу "Блиц" и да се касније састану са Томијем у штабу. Они одлазе и Томи комуницира са господином Картером чији људи су слушали разговор у пословници. Идући у "Блиц", „Краљевић“ и Мрвица вечерају, служе их конобари од којих су неки прерушени полицајци. Потом се пењу лифтовима до "Краљевићеве" собе, али када се нису појавили нешто касније, лифтбој говори Томију и господину Картеру да их је уместо тога одвео на други спрат. Примећени су како улазе у собу госпође Ван Шнајдер из Детроита и када су провалили у ову собу, проналазе станарку собе везану и зачепљених уста. „Бр. 16“ је одвео Мрвицу у суседну собу коју су резервисали инвалид Француз и његова медицинска сестра (још агената Бр. 16) и тако побегао са Мрвицом као таоцем, дрогираном и прерушеном у инвалида.
Томи је избезумљен при помисли шта би могло да се догоди Мрвици. Алберт покушава да га орасположи, подсећајући га на Мрвицину сналажљивост. У разговору са Албертом, Томи је погођен једном замипљу и јури назад у "Блиц" где се он и један од Картерових људи враћају у собу госпође Ван Шнајдер. Налазе даму још тамо док се опоравља на кревету. Испод наслона на кревету, Томи проналази Мрвицу – схватио је да нема довољно времена да веже и зачепи уста госпођи Ван Шнајдер, дрогира Мрвицу и преруши је у Францускињу. Дакле, мора да је још увек била у просторији и, сећајући се бокса као скровишта од игара из детињства, видела да је то једино место где може бити. Он такође раскринкава „Бр. 16“ – прерушеног у госпођу Ван Шнајдер.
Мрвица се брзо опоравља и њих двоје одлучују да одустану од агенције пошто је Мрвица рекла одушевљеном Томију да чека бебу.

## Књижевни значај и пријем
Рецензија књиге у часопису Књижевни додатак од 17. октобра 1929. као да је препознала шаљиву природу дела када је наведено да је „госпођа Кристи дала забаван обрт епизодама указујући да двоје ортака из агенције "Сјајни детективи Блант" у свакој прилици претпостављају метод, начин говора и гледиште које више воле неки познати измишљени детективи. Холмс, Торндајк, отац Браун, па чак и Поарот су љубазно пародирани, а једном или двапут решење је као и дијалог намерно шаљиво“. Рецензија се завршила речима да је „ауторка погрешна у објашњењу штампарских ознака на новинама и да је разликовање датума које прави заиста једно од издања“.
Рецензија у часопису Њујоршки преглед књиге од 22. септембра 1929. почела је опажањем: „Није лако описати такву књигу као што је ова. Ово је скупина кратких детективских прича унутар детективског романа јер је све повезано, али без обзира на то, ту је и задивљујући заплет који држи одвојене приче на окупу. Цела књига и одвојене приче могу се схватити као урнебесна бурлеска или пародија на актуелну детективску фантастику или се могу схватити као озбиљан покушај ауторке да напише приче на начин неких мајстора уметности. У сваком случају, они су изразито вредни времена." Рецензија је закључена тиме да је „исход највеселија збирка детективских прича са којом смо имали среће да се сретнемо“.

У часопису Шкот 16. септембра 1929. писало је:
Детективска фикција, као и математика, тежи да развије сопствени језик који неупућенима може бити мало проблематичан. Није у питању толико „плавоносна аутоматика” и други жаргон заната детективске фикције. Ствар је у томе што се чини да многи писци слабо говоре енглески и не могу да натерају своје ликове да говоре природно. Агата Кристи је изузетак. У овој свесци прича она је осмислила генијалну замисао да постави своја два детектива почетника ... да решавају своје проблеме по узору на различите јунаке детективске фикције. То јој омогућава да пародира методе разних писаца ... на начин који је најпријатнији, јер је њена књижевна вештина једнака задатку. У исто време, приче су истински детективске приче. Они су добро израђене и генијалне. Писац има спасоносну грациозност хумора и не дозвољава да детективи лако побеђују. Имајући два детектива који су обично наизменично успешни, она увек има шалу, мање глупу од 'драги мој Вотсоне'.
У издању часописа Дневни експрес од 10. октобра 1929. књига је добила рецензију од неколико редова који су закључили да приче „нису сасвим на нивоу њеног нивоа, иако су довољно забавне”.
Роберт Барнард је ово описао као: „Томи и Мрвица у низу кратких прича које пародирају писце детективских романа и њихове методе. Многе од њих су давно заборављене, али пародије нису довољно оштре да би ово имало велику важност. "Кућа притајене смрти" предвиђа решење Јаког отрова Дороти Л. Сејерс.“

## Помињања и алудирања

### Помињање других дела
- Опис за лик господина одевеног у новине као из књига Луиса Керола о Алиси је погрешан јер је лик који се појављује у трећем поглављу књиге Кроз огледало описан као обучен само у бели папир. Међутим, илустрација Џона Тенијела лика у књизи подсетила је многе савремене читаоце на Бенџамина Дизраелија, а било је и нагађања да ли је то опаска о његовом сталном присуству у новинским рубрикама.[13] Вилијам Емпсон у својој књизи из 1935. Неке варијанте пасторала поменуо је „Дизраели обучен у новине“.
- У причи Кућа притајене смрти, Хана цитира низ верских и личних претњи. Непосредни цитати из Библије и њихови извори су:
  - Из 18. псалма: „Поћи ћу за непријатељима својим и стићи их, нити ћу се вратити док их не уништим“
  - Из Јеванђеља по Јовану, Јован 3:8 „Ветар дува где хоће“
  - Из 1. псалма: „Безбожници ће изгинути“
  - Из 37. псалма: „А зли ће пропасти“

„Огањ Господњи ће их прождрети“ није директан цитат, већ подсећа на бројне редове у Библији.
- Томијева последња реченица Мрвици на крају приче Кућа притајене смрти („Велика је предност бити интелигентан, а не гледати на то“) је цитат из приче У вили "Ружа". (У причи о Кристијеве, Томи преузима улогу Мејсоновог детектива, М. Ханауда.)
- У причи Амбасадорове чизме, Томи се позива на помињање случаја Шерлока Холмса који др Вотсон још није забележио, а који је зависио од дубине до које је першун потонуо у маслац током врелог дана. Ово причу Пустоловина шест Наполеона сер Артура Конана Дојла први пут објављену 1904. У време када је прича Посланикове чизме написана и први пут објављена, Конан Дојл је још увек писао приче о Шерлоку Холмсу (последња је објављена 1927) и стога је Томијева жеља да је „Вотсон извади из своје бележнице“ била стварна могућност у то време.
- Позивање на пчеларство и узгој тикве голице у причи Човек број 16 су духовита алудирања на планове за пензионисање Шерлока Холмса и Херкула Поароа.

### Помињање правих повесних, земљописних и тадашњих догађаја
- У причи Вилењак у стану, Томи и Мрвица гледају мрљу на слици чији облик подсећа на вилу, а Мрвица предлаже да о томе пише Конану Дојлу. Ово се односи на Виле из Котинглија, медијску славу раних 1920-их, усредсређену на пет слика. На сликама, које су снимиле девојчице Елси Рајт и Френсис Грифитс у Котинглију у Западном Јоркширу наводно су приказане виле у дну њиховог врта. Конан Дојл је веровао да су слике стварне и написао је чувени чланак о догађају који се појавио у новембарском издању часописа Странд 1920. године.
- У причи Случај нестале даме, Томи помиње концерт у Краљичиној дворани на који би он и Мрвица требало да иду. Ова дворана, изграђена 1893. године, уништена је у ваздушном нападу у Другом светском рату. Најпознатија је по томе што је била први дом концерата на шеталишту Хенрија Вуда.
- У причама Ћораве баке и Човек број 16, хотел "Блиц" је игра речи лондонског хотела "Риц". Кристијева користи исто место (и исто име за њу) у роману Тајна замка Чимниз из 1925. године.
- У причи Кућа притајене смрти, Лоис Харгривс признаје да има навику да црта цртеж три испреплетене рибе. Овај цртеж је коришћен у збирци сабраних Кристиних дела које је започео Вилијам Колинс 1967. године (али никада није завршена), а Кристијева је то одобрила у пролеће 1966. у разговорима са издавачима. Иако су неки изјавили да је цртеж био навика саме Кристијеве, цртеж је она очигледно приметила на базарима у Балбеку током посете 1930-их.[14] Исти цртеж је коришћен у насловима телевизијских серија Ортаци у злочину (1983−84) и Зашто нису питали Еванса? (1980).

## Прилагођавања

### Телевизија
Случај нестале даме (1950) из збирке прича Партнери у злочину емитован је као дванаеста епизода у антологијској серији од двадесет шест епизода Позориште Неш Ерфлајт у четвртак 7. децембра 1950. (вероватно под насловом Нестанак госпође Гордон). 30-минутни пренос уживо на ЦБС-у је био у 22:30 у Њујорку. Постоје различити извештаји о томе ко је глумио у екранизацији. Питер Хејнинг наводи да су играли Барбара Бел Гедс као Мрвица и Ли Боумен као Томи, али други извори наводе да су играли Роналд Реган и Клорис Личман. Сценарио и режију радио је Марк Данијелс.
Године 1983. телевизијску екранизацију од десет епизода под називом Партнери у злочину направио је "London Weekend Television". Џејмс Ворвик тумачио је Томија, Франческа Анис Мрвицу, а Рис Динсдејл као Алберта. Премијерно је емизована у Великој Британији од 16. октобра 1983. до 14. јануара 1984. године.

### Радио
Збирка прича Партнери у злочину прилагођена је као радио серија од 13 делова која је емитована на ББЦ-јевом лондонском, средњем и шкотском кућном сервису од понедељка 13. априла до понедељка 13. јула 1953. године. У полусатним епизодама глумили су Ричард Атенборо као Томи и Шила Сим као Мрвица, а користила се предност тадашњих главних улога глумаца у делу Мишоловка. Оскар Китак се појавио у свим епизодама као Алберт.
Осим прилагођавања романа Десет малих црнаца из 1948. године, ово је било прво прилагођавање неке Кристијне књиге за радио у Великој Британији.